# Bế Văn Đàn
Bế Văn Đàn (1931-1953) là một Anh hùng lực lượng vũ trang nhân dân của Quân đội nhân dân Việt Nam trong Chiến tranh Đông Dương.

## Tiểu sử
Bế Văn Đàn sinh năm 1931, là người dân tộc Tày, quê ở xã Quang Vinh (nay là xã Bế Văn Đàn, huyện Quảng Hòa, tỉnh Cao Bằng). Ông xuất thân trong một gia đình nghèo có truyền thống cách mạng. Mẹ ông mất sớm, còn cha ông làm thợ mỏ.

## Nhập ngũ
Lớn lên, ông tham gia hoạt động du kích ở địa phương. Tháng 1/1948, ông xung phong vào bộ đội giữa lúc cuộc chiến tranh Đông Dương đang quyết liệt. Tham gia nhiều chiến dịch, ông luôn nêu cao tinh thần dũng cảm, tích cực vượt qua mọi khó khăn ác liệt, kiên quyết chấp hành mọi chỉ thị mệnh lệnh nghiêm túc, chính xác, kịp thời, và hoàn thành xuất sắc nhiệm vụ được giao.

## Tham gia trận Điện Biên Phủ

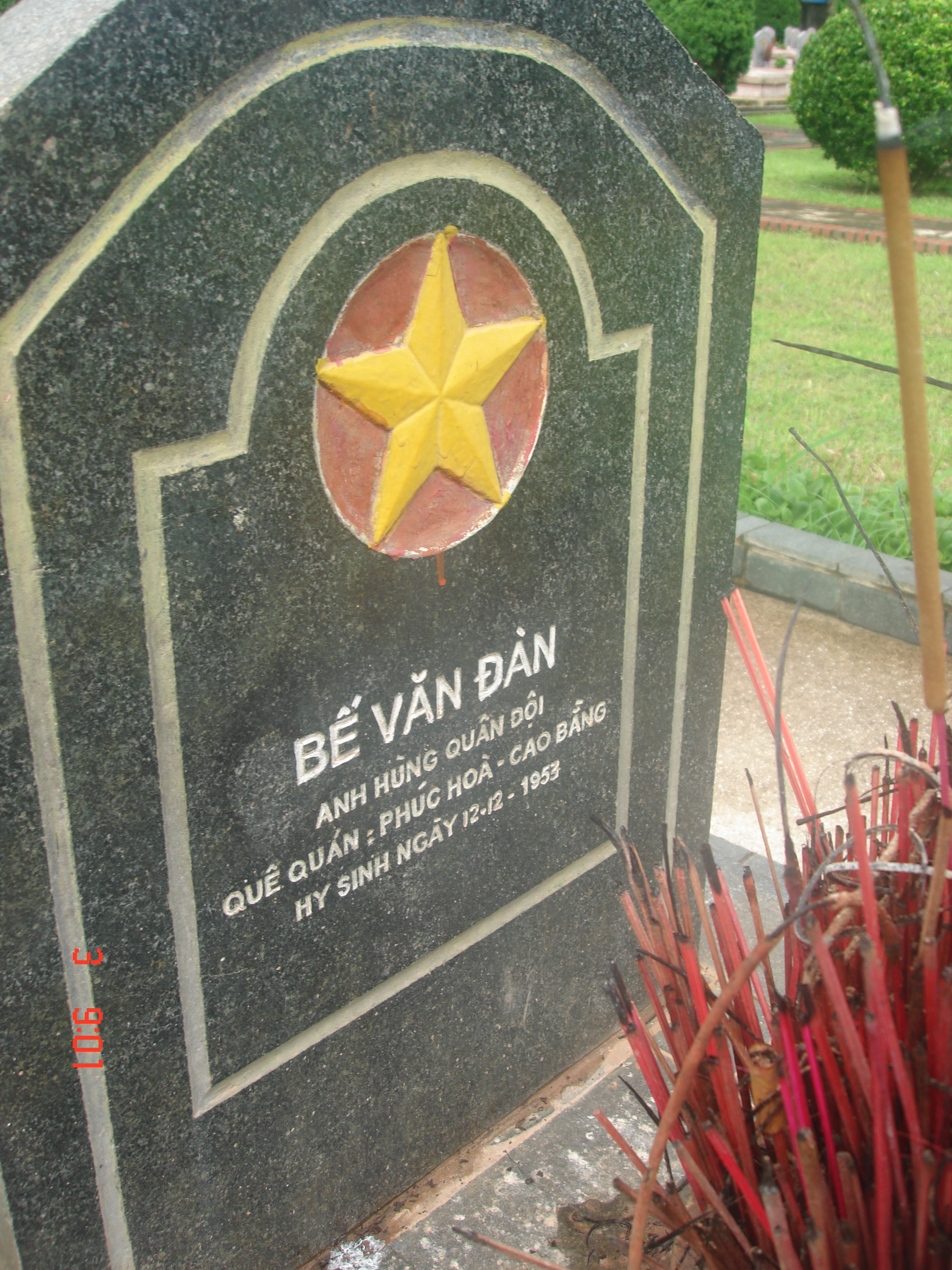
Mộ Bế Văn Đàn tại Nghĩa trang Đồi A1, Điện Biên

Cuộc kháng chiến chống Pháp của Việt Minh đang ở giai đoạn quyết liệt, Đảng Cộng sản Đông Dương quyết định mở chiến dịch Đông Xuân năm 1953 - 1954, đơn vị hành quân đi chiến dịch, Bế Văn Đàn làm liên lạc tiểu đoàn. Một đại đội của tiểu đoàn được giao nhiệm vụ bao vây giữ Pháp ở Mường Pồn. Lúc đó, khi thấy lực lượng Việt Minh ít, Pháp tập trung hai đại đội có phi pháo yểm trợ liên tiếp phản kích, nhưng cả hai lần chúng đều bị quân Việt Minh đánh bật. Cuộc chiến đấu diễn ra căng thẳng và quyết liệt. Quân Pháp liều chết xông lên, quân Việt Minh kiên quyết ngăn chặn, chốt giữ.
Lúc đó có lệnh cho đại đội quyết tâm giữ ở Mường Pồn bằng bất cứ giá nào, để các đơn vị khác triển khai lực lượng, thực hiện các chủ trương của chiến dịch. Mặc dù Bế Văn Đàn vừa đi công tác về nhưng khi thấy chỉ huy thông báo, ông đã xung phong lên đường làm nhiệm vụ. Bế Văn Đàn vượt qua lưới đạn dày đặc của quân Pháp, xuống truyền đạt mệnh lệnh cho đại đội kịp thời, chính xác. Trong khi đó, trận chiến đấu diễn ra ngày càng ác liệt hơn, Bế Văn Đàn được lệnh ở lại đại đội chiến đấu.
Quân Pháp phản kích lần thứ ba, mở đường tiến, đại đội Việt Minh bị thương vong nhiều, chỉ còn 17 người, bản thân Bế Văn Đàn cũng bị thương, nhưng ông vẫn tiếp tục chiến đấu. Một khẩu trung liên của đơn vị không bắn được vì xạ thủ hy sinh. Khẩu trung liên của Chu Văn Pù cũng chưa bắn được vì không có chỗ đặt súng. Trong tình thế hết sức khẩn trương, Bế Văn Đàn không ngần ngại chạy lại cầm 2 chân khẩu trung liên đặt lên vai mình và hô đồng đội bắn. Pù còn do dự thì Bế Văn Đàn đã nói: "Kẻ thù trước mặt, đồng chí có thương tôi thì bắn chết chúng nó đi!". Trong lúc lấy thân mình làm giá súng, Bế Văn Đàn bị hai vết thương nữa và hy sinh, hai tay vẫn còn ghì chặt súng trên vai mình..
Bế Văn Đàn mất ngày 12 tháng 12 năm 1953. (Thông tin này có thể bị nhầm lẫn), Đồng chí Nguyễn Văn Viện (1 chiến sĩ Điện Biên) cho biết đồng chí Bế Văn Đàn mất vào hồi 17 giờ 15 phút ngày 23 tháng 11 năm 1953)

## Khen thưởng
Hình ảnh "Bế Văn Đàn lấy thân mình làm giá súng" trở thành một trong những tấm gương tiêu biểu trong Quân đội nhân dân Việt Nam thời kỳ Chiến tranh Đông Dương. Bế Văn Đàn lúc hy sinh là tiểu đội phó, Đảng viên Đảng Cộng sản Việt Nam. Ông đã để lại tấm gương chiến đấu dũng cảm, chấp hành nghiêm mệnh lệnh của cấp trên hoàn thành xuất sắc nhiệm vụ được giao. Do đó, trong đại hội mừng công của đơn vị, Bế Văn Đàn được truy tặng Huân chương chiến công hạng nhất và được bình bầu là chiến sĩ thi đua số một của tiểu đoàn. Với những thành tích đặc biệt xuất sắc, ngày 31/8/1955, Bế Văn Đàn được Quốc hội nước Việt Nam truy tặng danh hiệu Anh hùng lực lượng vũ trang nhân dân và Huân chương quân công hạng nhì.

## Tưởng niệm
Để tưởng nhớ tấm gương hy sinh của Bế Văn Đàn, nhạc sĩ Huy Du đã sáng tác bài hát "Bế Văn Đàn sống mãi" trong những năm 1960, có những câu:
...Mười năm qua anh vẫn còn (vẫn còn) sống mãi.
Đất nước quê anh lá thắm rừng xanh, cam Mường Pồn quanh mồ anh xây đỏ.
....
Đàn em thơ đang hát ca đời anh.
...Anh bước vào trang sách các em thơ
Bế Văn Đàn một tâm hồn vĩ đại...
Tên anh được đặt cho nhiều đường phố và trường học tại các thành phố Hà Nội, Thành phố Hồ Chí Minh, Cao Bằng, Hạ Long, Đồng Hới, Pleiku... Đầu năm 2020, tỉnh Cao Bằng tiến hành sắp xếp lại nhiều đơn vị hành chính cấp xã trên địa bàn tỉnh. Theo đó, xã Triệu Ẩu thuộc huyện Phục Hòa sáp nhập với một phần xã Hồng Đại cùng huyện thành một xã mới có tên là xã Bế Văn Đàn.